# Wierzbowo (Iłowo-Osada)
Wierzbowo (deutsch Wiersbau) ist ein Dorf in der polnischen Woiwodschaft Ermland-Masuren. Es gehört zur Gmina Iłowo-Osada (Landgemeinde Illowo) im Powiat Działdowski (Kreis Soldau).

## Geographische Lage
Wierzbowo liegt im südlichen Westen der Woiwodschaft Ermland-Masuren, 25 Kilometer südwestlich der einstigen Kreisstadt Neidenburg (polnisch Nidzica) bzw. sieben Kilometer südöstlich der heutigen Kreismetropole Działdowo (deutsch Soldau).

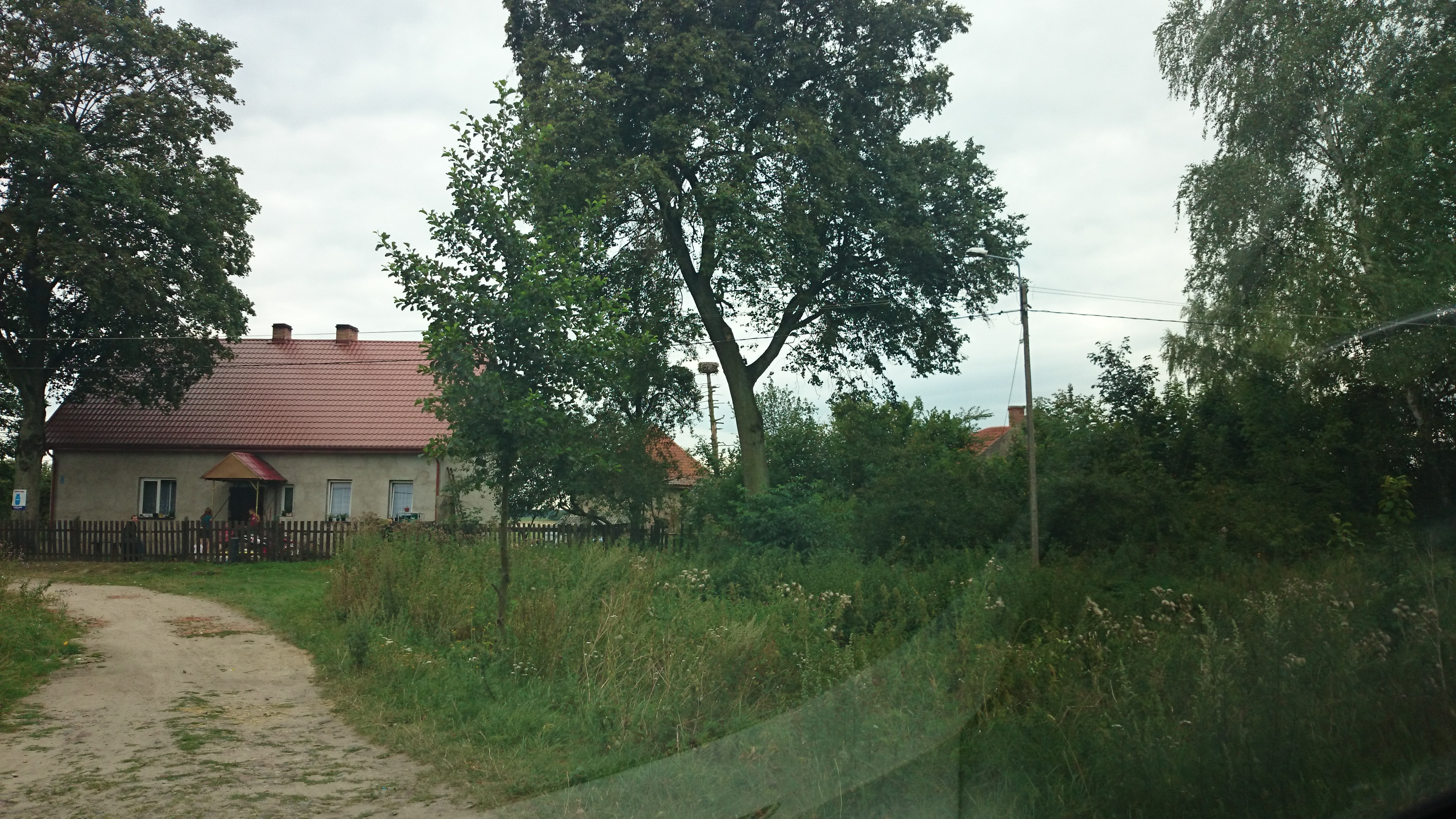
Wohngebäude (mit Storchennest) in Wierzbowo

## Geschichte
Am 23. August 1351 übermittelt der Komtur von Osterode Günther von Hohenstein die Handfeste und verlieh an Martin von Wiersbau Land zur Besiedlung. Damit war Wyrssbau – nach 1351 Wierszbau genannt – gegründet.
1874 kam das Wiersbau bei Soldau als Landgemeinde zum Amtsbezirk Kyschienen (polnisch Kisiny) im ostpreußischen Kreis Neidenburg, nachdem es am 13. September 1873 aus einem Gutsbezirk umgewandelt worden war. Am 1. Dezember 1910 zählte Wiersbau 182 Einwohner.
In Kriegsfolge wurde der Amtsbezirk Kyschienen insgesamt am 10. Januar 1920 mit dem Soldauer Gebiet an Polen abgetreten. Bereits zu Beginn des Zweiten Weltkriegs – am 26. Oktober 1939 – wurde es wieder in das Deutsche Reich eingegliedert und kam am 24. April 1940 erneut zum Kreis Neidenburg.
In Folge wieder des Krieges kam das Dorf erneut zu Polen, im Jahre 1945 – als das gesamte südliche Ostpreußen an Polen fiel. Das Dorf erhielt die polnische Namensform „Wierzbowo“ und ist heute eine Ortschaft im Verbund der Landgemeinde Iłowo-Osada (Illowen) im Powiat Działdowski (Kreis Soldau), bis 1998 der Woiwodschaft Ciechanów, seither der Woiwodschaft Ermland-Masuren zugehörig.

## Kirche
Bis 1945 war Wiersbau resp. Wierzbowo in die evangelische Kirche Narzym (im Polnischen gleichlautend) eingegliedert, das zuletzt wieder zur Kirchenprovinz Ostpreußen der Kirche der Altpreußischen Union gehörte, außerdem in die römisch-katholische Pfarrei Działdowo (Soldau).
Heute ist Wierzbowo evangelischerseits nach Działdowo in der Diözese Masuren der Evangelisch-Augsburgischen Kirche in Polen sowie katholischerseits nach Narzym eingepfarrt.

## Verkehr

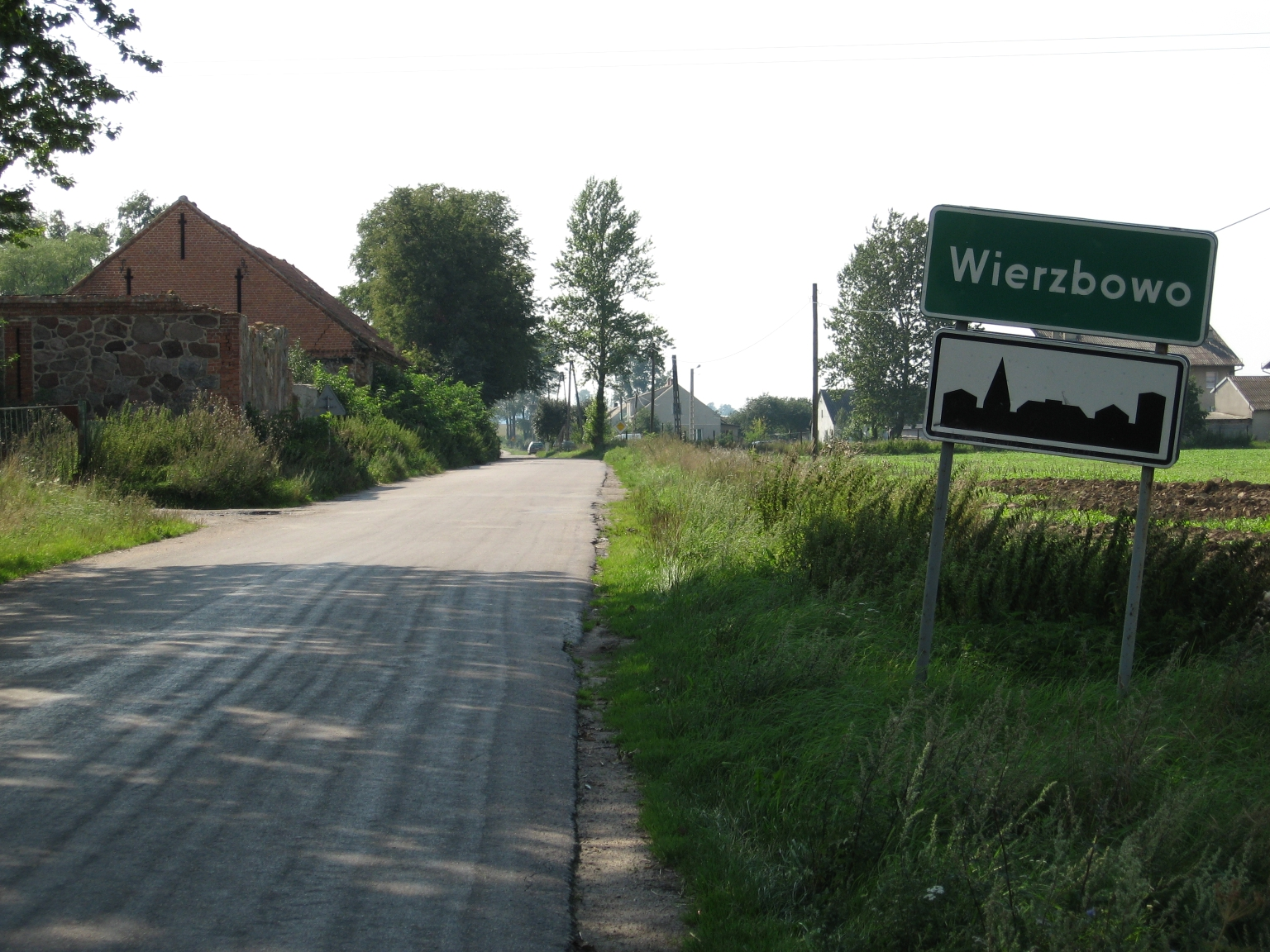
Ortseinfahrt Wierzbowo

Wierzbowo liegt an einer Nebenstraße, die von Narzym über Bursz (Bursch) nach Zakrzewo (Königshagen) verläuft. Die nächste Bahnstation ist Narzym und liegt an der Bahnstrecke Danzig–Warschau.